# Passy (Paris)

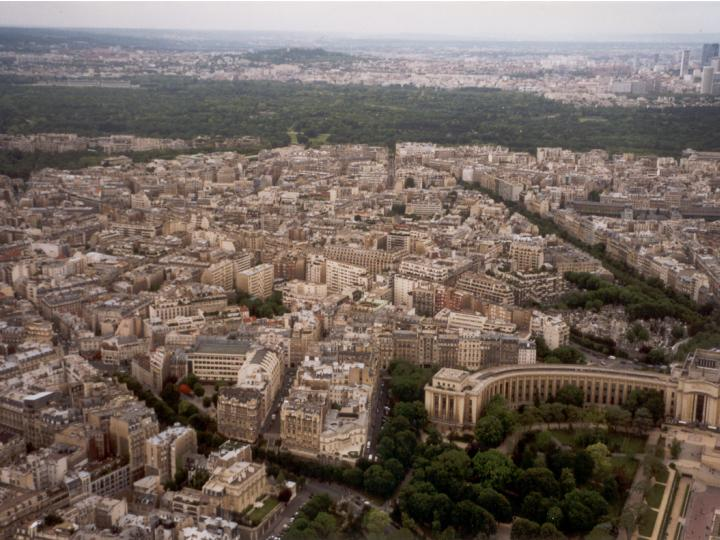
Blick vom Eiffelturm auf den nördlichen Abschnitt von Passy, im Hintergrund der Bois de Boulogne

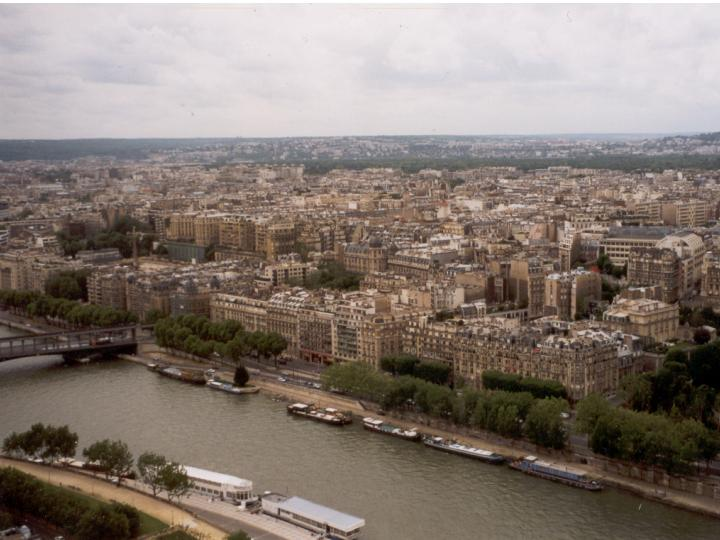
Blick vom Eiffelturm auf den südlichen Abschnitt von Passy, im Vordergrund die Seine

Passy war früher eine eigenständige Gemeinde nahe Paris am rechten Ufer der Seine. Am 1. Januar 1860 wurde Passy mit anderen Randbezirken von Paris eingemeindet und gab dem 16. Arrondissement seinen Namen. Der heutige Stadtbezirk reicht weit über die Grenzen des früheren Dorfes hinaus. Passy ist ein exklusiver Stadtteil, in dem vornehmlich das wohlhabende Großbürgertum angesiedelt ist.

## Sehenswürdigkeiten
Der Place du Trocadéro auf dem höchsten Punkt des Chaillot-Hügels bietet zweifellos den schönsten Blick auf den jenseits der Seine stehenden Eiffelturm. Dort erhebt sich das Palais de Chaillot mit dem Marinemuseum (Musée de la marine), dem Völkerkundemuseum (Musée de l'homme) und einem Museum für Architekturgeschichte (Cité de l'architecture). Im Südosten ist dem Chaillot-Palast ein großzügig angelegter, von den beiden Grünflächen der Jardins du Trocadéro flankierter Springbrunnen vorgelagert. Der östliche Gartenteil birgt das versteckte unterirdische Aquarium du Trocadéro.
An der Rue du Commandant Schœlsing Nr. 2 befindet sich ein Friedhof, der Cimetière de Passy, der im Südwesten an den Place du Trocadéro grenzt. Er birgt unter anderem die Grabstätten von Pearl White (amerikanischer Stummfilmstar), den Malern Édouard Manet und Berthe Morisot sowie den Komponisten Claude Debussy und Gabriel Fauré.
Weitere Sehenswürdigkeiten sind das Maison de Balzac in der Rue Raynouard Nr. 47 sowie das Musée du Vin in der Rue des Eaux unweit der Metrostation Passy, die von der Linie 6 bedient wird.

## Wohnort bekannter Persönlichkeiten
Da Passy früher eine ländliche Idylle in Stadtnähe war und später eines der bevorzugten Wohngebiete der französischen Hauptstadt, haben sich hier – zumindest zeitweise – viele berühmte Persönlichkeiten niedergelassen. Der Schriftsteller Léon-Paul Fargue schrieb 1939:

„Passy ist eine große Provinz, wo die Familien sich kennen, sich beobachten und sich manchmal hassen, wenn nur eine bei ihrem wöchentlichen, monatlichen oder jährlichen Tee mehr Gäste, mehr Politiker oder Poeten hatte als die andere. Weder Proletarier noch Arme haben einen Platz in dieser ewigen Garden-Party, die jahrein, jahraus zwischen der Place Victor-Hugo und der Seine stattfindet.“

### Beispiele

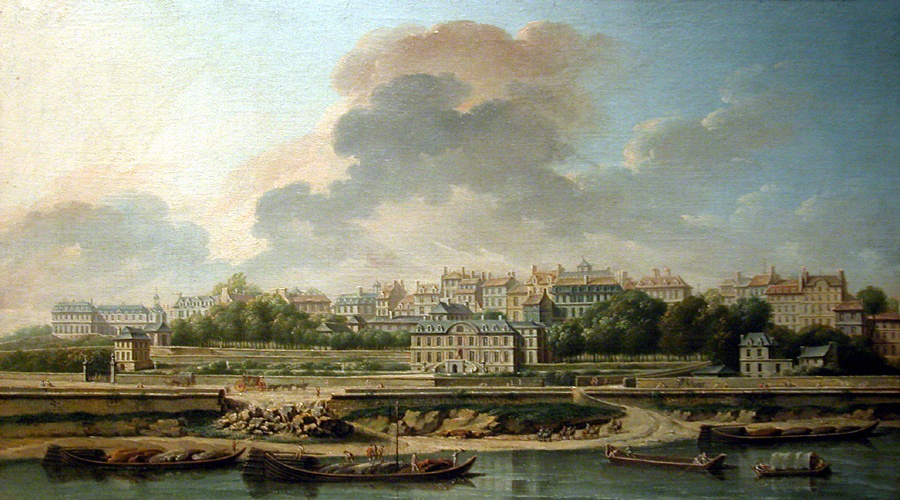
Nicolas Raguenet: Quai und Dorf Passy (um 1757)

Alexandre Le Riche de La Pouplinière (1693–1762) der Steuerpächter (Ferme générale) und Mäzen vieler bekannter Musiker und Künstler erwarb 1747 ein Schloss in Passy.
Passy war Wohnort von Benjamin Franklin während seines neunjährigen Aufenthalts in Frankreich (1777–1786) zur Zeit des Amerikanischen Unabhängigkeitskriegs, von wo aus er die französische Unterstützung des Unabhängigkeitskampfes am Leben erhielt. Seine kleine Druckerei, die Passy Press, stellte Pamphlete her, aber auch Ausweise sowie die Abhandlung A Project for Perpetual Peace (1782). Diese bezog sich vor allem auf den Frieden in Europa. Franklin forderte einen gesamteuropäischen Rat, in dem die internationalen Themen diskutiert würden. Als Franklin nach Amerika zurückkehrte, schrieb der neue amerikanische Botschafter in Frankreich, Thomas Jefferson: „When he left Passy, it seemed as if the village had lost its patriarch.“
Von 1684 bis 1696 lebte und arbeitete der Physiker, Hersteller optischer Instrumente und Präformationstheoretiker Nicolas Hartsoeker dort.
Der französische Schriftsteller und Philologe François-Juste-Marie Raynouard (1761–1836) verbrachte die letzten Jahre seines Lebens in Passy, ebenso der Historiker Joseph François Michaud (1767–1839).
Gioachino Rossini (Opernkomponist, Der Barbier von Sevilla), bezog hier 1855 eine Villa, die er bis zu seinem Tod 1868 bewohnte. Hier schuf er 1863 auch seine letzte große Komposition, die Petite Messe solennelle.
Auch Victor Hugo war lange dort beheimatet, wo er 1885 in dem Haus Nr. 124 der heute nach ihm benannten Avenue verstarb.

### Begehrte Adressen
Bevorzugte Adressen waren:

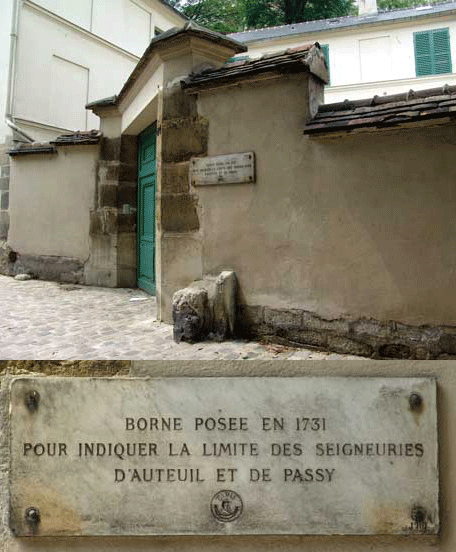
Alter Grenzstein

- Rue Benjamin Franklin (Georges Clemenceau)
- Rue Desbordes-Valmore (Félicien-César David, Jacques Félix Duban)
- Avenue Foch (Henry Bataille, Maria Callas, Fernandel, Octave Mirbeau, Eustace Grenville Murray u. v. a.)
- Avenue Georges-Mandel (Maria Callas, Edmond de Polignac)
- Avenue Henri-Martin (Alphonse de Lamartine, Paul Louis Weiss, Winnaretta Singer)
- Avenue Kléber (Königin Isabella II., Henri Busser)
- Rue de Longchamp (Théophile Gautier, Camille Saint-Saëns)
- Rue de Passy (Heinrich Heine, George du Maurier, Pierre-Joseph Proudhon)
- Rue de la Pompe (Brigitte Bardot, Julien Green, Jules Janin)
- Rue Raynouard (Honoré de Balzac, Pierre-Jean de Béranger, Benjamin Franklin, Alfred de Musset, Auguste Perret)
- Rue de la Tour (Rose Chéri, Jean Jaurès, Jean Richepin)
- Avenue Victor-Hugo (Victor Hugo, Lysius Salomon)

In der Rue Berton (früher Rue du Roc) lag der Hinterausgang von Balzacs Anwesen an der Rue Raynouard, über den der Schriftsteller die Flucht antrat, wenn seine Gläubiger ihm zu Leibe rückten.
Eine weitere begehrte Adresse im 16. Arrondissement war seit jeher die im alten Dorf Auteuil gelegene Verlängerung der Rue Raynouard, die Rue La Fontaine. Hier wurde unter anderem der Schriftsteller Marcel Proust geboren.

## Töchter und Söhne der Stadt
- Paul de Kock (1793–1871), Romanschriftsteller und Dramatiker
- François Guessard (1814–1882), Romanist und Mediävist
- Étienne Dujardin-Beaumetz (1852–1913), Maler
- Pauline Fairfax-Potter, Baroness de Rothschild (1908–1976), Modeikone, Designerin, Schriftstellerin